# Contarinia nasturtii
Espèce
Contarinia nasturtii (la cécidomyie du chou ou cécidomyie du chou-fleur) est une espèce d'insectes diptères de la famille des Cecidomyiidae, d'origine européenne.
Cet insecte est une cécidomyie galligène, inféodée aux plantes de la famille des Brassicaceae. C'est un ravageur de certaines crucifères cultivées, en particulier le chou-fleur, le brocoli, le chou commun.

## Synonymes
Selon catalogue of Life :
- Contarinia gallaica Tavares, 1916
- Contarinia geisenheyneri Rubsaamen, 1917
- Contarinia isatidis Rubsaamen, 1910
- Contarinia perniciosa Rubsaamen, 1914
- Contarinia pontevedrensis Tavares, 1916

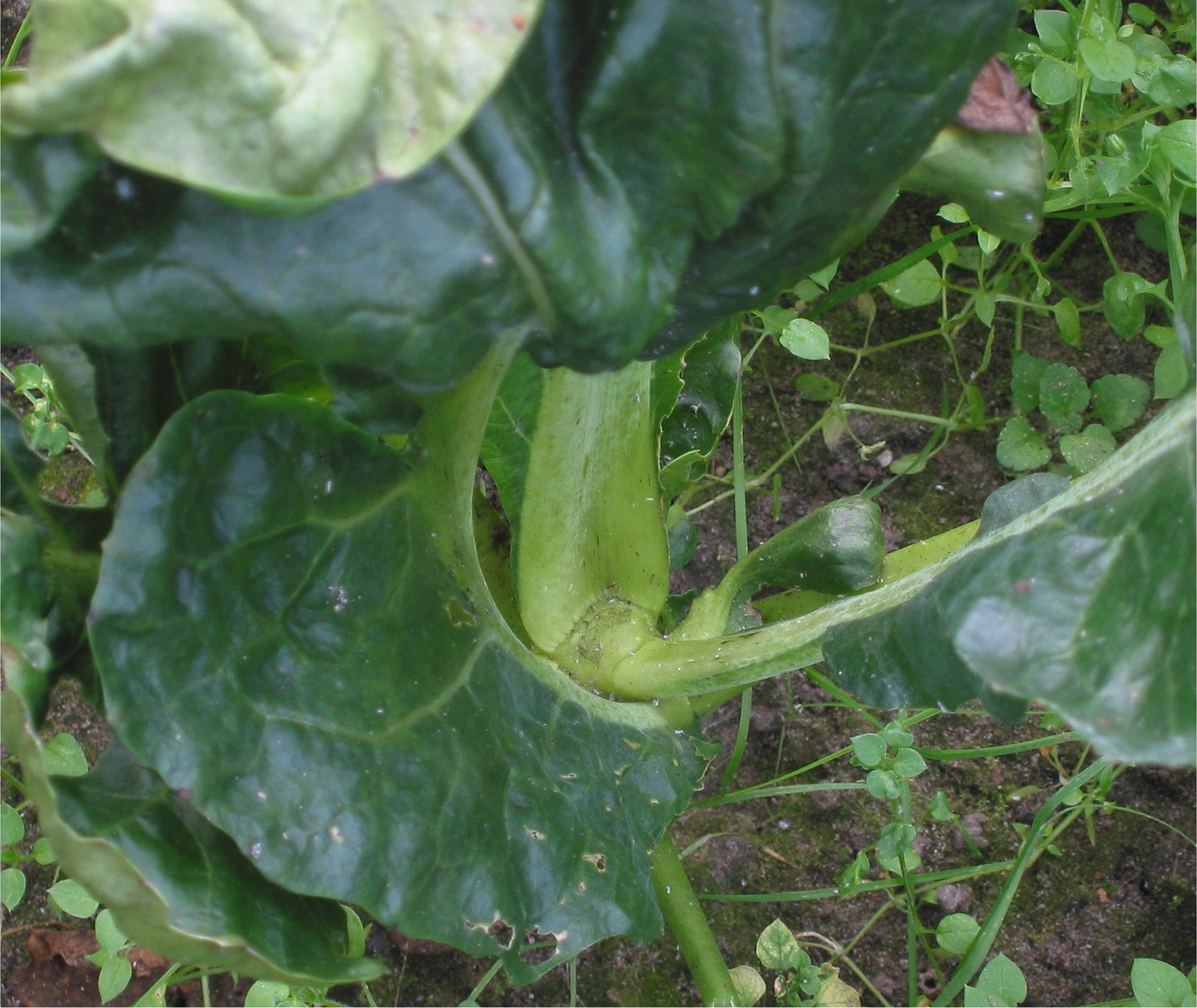
Dégâts dus à Contarinia nasturtii sur un chou-fleur.

- Contarinia torquens Meijere, 1906
- Contarinia tudensis Tavares, 1916
- Diplosis ruderalis Kieffer, 1890

## Distribution
L'aire de répartition de Contarinia nasturtii comprend la quasi-totalité de l'Europe, la Turquie, et une partie de l'Amérique du Nord.
Introduite au début des années 2000 en Ontario, puis en 2004 dans l'État de New York, l'espèce est désormais établie dans plusieurs autres provinces canadiennes : Île-du-Prince-Édouard, Manitoba, Nouvelle-Écosse, Québec, Saskatchewan, ainsi que dans plusieurs États du nord-est des États-Unis : Connecticut, Massachusetts, New Jersey et Vermont,.

## Description
Les adultes, longs de 1,5 mm, de couleur jaune verdâtre, ont les ailes fortement velues.
Les œufs sont petits (0,3 x 0,08 mm) et portent un petit pédicelle long de 0,06 mm.
Les larves ont de 2 à 4 mm à maturité. Leur couleur évolue du blanc transparent au jaune citron à maturité. Elles portent sur leur segment abdominal terminal quatre paires de « pattes » inégales.
Elles sont dotées d'un appareil buccal de type suceur bien développé, avec labre (lèvre supérieure), labium (lèvre inférieure), mandibules et maxilles, et constituent le seul stade du cycle biologique de l'espèce dommageable pour les crucifères.